# Martinez (Kalifornija)
Martinez je grad u američkoj saveznoj državi Kalifornija. Prema popisu stanovništva iz 2010. u njemu je živjelo 35.824 stanovnika.